# Список глав государств в 1932 году
| 1931 ← Список глав государств по годам → 1933 |

В списке перечислены лидеры государств по состоянию на 1932 год. В том случае, если ведущую роль в государстве играет коммунистическая партия, указан как де-юре глава государства — председатель высшего органа государственной власти, так и де-факто — глава коммунистической партии.
Если в 1932 году в каком-либо государстве произошла смена руководителя, в списке указываются оба из них. В случае если государство сменило флаг, указываются также оба флага.
Цветом выделены страны, в которых в данном году произошли смены власти вследствие следующих событий:
- Получение страной независимости;
- Военный переворот, революция, всеобщее восстание ;
- Президентские выборы;
- парламентские выборы, парламентский кризис;
- Смерть одного из руководителей страны;
- Иные причины.

## Азия
|                                                           | Арабские эмираты (протектораты Великобритании) | |                                                                      | |                                                                   |  |
|                                                           | | Абу-Даби | Эмир                                                                 | Шахбут ибн Султан Аль Нахайян | 1928 год—1966 год                                                 |  |
|                                                           | Аджман | Эмир | Рашид III ибн Хумайд                                                 | 1928 год—1981 год |                                                                   |  |
|                                                           | Дубай | Шейх | Саид ибн Мактум                                                      | 1912 год—1958 год |                                                                   |  |
|                                                           | Рас-эль-Хайма | Эмир | Султан II ибн Салим                                                  | 1921 год—1948 год |                                                                   |  |
|                                                           | Умм-эль-Кайвайн | Эмир | Ахмад II бин Рашид аль-Муалла                                        | 1929 год—1981 год |                                                                   |  |
|                                                           | Эль-Фуджайра | Шейх | Хамад I бин Абдаллах                                                 | 1876 год—1936 год |                                                                   |  |
|                                                           | Шарджа | Шейх | Султан II бин Сакр                                                   | 1924 год—1951 год |                                                                   |  |
|                                                           | Асир | Асир | Эмир                                                                 | Аль-Хасан ибн Али | 1926 год—1934 год                                                 |  |
|                                                           | Афганистан | Афганистан | Король                                                               | Мухаммед Надир-шах | 1929 год—1933 год                                                 |  |
| Премьер-министр                                           | Афганистан | Афганистан | Мохаммад Хашим-хан                                                   | 1929 год—1946 год |                                                                   |  |
|                                                           | Бахрейн (протекторат Великобритании) | Бахрейн (протекторат Великобритании) | Хаким                                                                | Иса ибн Али Аль Халифа Хамад ибн Иса Аль Халифа | 1869 год—1932 год 1932 год—1942 год                               |  |
|                                                           | Британская Бирма (Шанские княжества) | |                                                                      | |                                                                   |  |
|                                                           | | Йонгве | Саофа                                                                | Со Шве Тай | 1926 год—1959 год                                                 |  |
|                                                           | Кенгтунг | Саофа | Конг Кьо Инталенг                                                    | 1895 год—1935 год |                                                                   |  |
|                                                           | Локсок (Ятсок) | Саофа | Хкун Нсок                                                            | 1900 год—1946 год |                                                                   |  |
|                                                           | Мокме | Саофа | Хкун Хконг                                                           | 1915 год—1959 год |                                                                   |  |
|                                                           | Монгнай | Саофа | Хкун Кьо Хо                                                          | 1928 год—1949 год |                                                                   |  |
|                                                           | Монгпай | саофа | Хкун Пин Нья                                                         | 1908 год—1959 год |                                                                   |  |
|                                                           | Монгпон | Саофа | Сао Сан Хтун                                                         | 1928 год—1947 год |                                                                   |  |
|                                                           | Северное Сенви | Саофа | Хом Хпа                                                              | 1915 год—1959 год |                                                                   |  |
|                                                           | Сипау | Саофа | Сао Он Кья                                                           | 1928 год—1938 год |                                                                   |  |
|                                                           | Южное Сенви | Саофа | Сао Сонг                                                             | 1913 год—1946 год |                                                                   |  |
|                                                           | Британская Индия | Британская Индия | Император                                                            | Георг V | 1910 год—1936 год                                                 |  |
| Вице-король                                               | Британская Индия | Британская Индия | Фримен Фримен-Томас                                                  | 1931 год—1936 год |                                                                   |  |
|                                                           | | Аджайгарх | Савай махараджа                                                      | Бхопал Сингх | 1919 год—1942 год                                                 |  |
|                                                           | Алвар | Махараджа | Джай Сингх Прабхакар                                                 | 1892 год—1937 год |                                                                   |  |
|                                                           | Алираджпур | Рана | Пратап Сингх II                                                      | 1891 год—1941 год |                                                                   |  |
|                                                           | Баони | Наваб | Мохаммад Муштак аль-Хасан Хан                                        | 1911 год—1947 год |                                                                   |  |
|                                                           | Бансвара | Раджа | Притви Сингх                                                         | 1913 год—1944 год |                                                                   |  |
|                                                           | Барвани | Рана | Деви Сахиб Сингхджи                                                  | 1930 год—1947 год |                                                                   |  |
|                                                           | Барода | Махараджа | Саяджирао Гаеквад III                                                | 1875 год—1939 год |                                                                   |  |
|                                                           | Бахавалпур | Наваб | Садик Мухаммад Хан V                                                 | 1907 год—1947 год |                                                                   |  |
|                                                           | Башахра | Раджа | Падам Сингх                                                          | 1914 год—1947 год |                                                                   |  |
|                                                           | Бенарес | Махараджа бахадур | Адитья Нараян Сингх                                                  | 1931 год—1939 год |                                                                   |  |
|                                                           | Биджавар | Савай махараджа | Савант Сингх                                                         | 1899 год—1940 год |                                                                   |  |
|                                                           | Биканер | Махараджа | Ганга Сингх                                                          | 1887 год—1943 год |                                                                   |  |
|                                                           | Биласпур (Калур) | Раджа | Ананд Чанд                                                           | 1927 год—1948 год |                                                                   |  |
|                                                           | Бунди | Махарао раджа | Ишвари Сингх                                                         | 1927 год—1945 год |                                                                   |  |
|                                                           | Бхавнагар | Махараджа | Кришна Кумарсинхжи Бхавсинхжи                                        | 1919 год—1947 год |                                                                   |  |
|                                                           | Бхаратпур | Махараджа | Бриджендра Сингх                                                     | 1929 год—1947 год |                                                                   |  |
|                                                           | Бхопал | наваб | Хамидулла Хан                                                        | 1926 год—1949 год |                                                                   |  |
|                                                           | Ванканер | Махарана радж сахиб | Амарсинхджи Банесинджи                                               | 1881 год—1947 год |                                                                   |  |
|                                                           | Гангпур | Раджа | Бир Митра Пратап Сехар Део                                           | 1930 год—1938 год |                                                                   |  |
|                                                           | Гархвал | махараджа | Нарендра Шах                                                         | 1913 год—1946 год |                                                                   |  |
|                                                           | Гвалиор | Махараджа | Дживаджирао Шинде                                                    | 1925 год—1948 год |                                                                   |  |
|                                                           | Гондал | Тхакур сахиб | Бхагвацинхжи Саграмсинхджи                                           | 1869 год—1944 год |                                                                   |  |
|                                                           | Даспалла | раджа | Кишор Чандра Део Бханж                                               | 1913 год—1948 год |                                                                   |  |
|                                                           | Датия | Махараджа | Говинд Сингх                                                         | 1907 год—1947 год |                                                                   |  |
|                                                           | Девас младшее | Махараджа | Малхар Рао                                                           | 1918 год—1934 год |                                                                   |  |
|                                                           | Девас старшее | Махараджа | Тукоджи Рао III                                                      | 1918 год—1937 год |                                                                   |  |
|                                                           | Джайпур | Махараджа савай | Ман Сингх II                                                         | 1922 год—1948 год |                                                                   |  |
|                                                           | Джанджира | Наваб | Мохаммад-Хан II                                                      | 1922 год—1947 год |                                                                   |  |
|                                                           | Джайсалмер | Махаравал | Джавахир Сингх                                                       | 1914 год—1947 год |                                                                   |  |
|                                                           | Джалавад (Дрангадхра) | Махараджа | Ганшьямсинхджи Аджитсинхджи                                          | 1918 год—1942 год |                                                                   |  |
|                                                           | Джамму и Кашмир | Махараджа | Хари Сингх                                                           | 1925 год—1947 год |                                                                   |  |
|                                                           | Джаора | Наваб | Мухаммад Ифтихар Али                                                 | 1895 год—1947 год |                                                                   |  |
|                                                           | Дженкантал | Махараджа | Шанкар Пратап Сингх Дев Махендра                                     | 1918 год—1948 год |                                                                   |  |
|                                                           | Джинд | Махараджа | Ранбир Сингх                                                         | 1911 год—1947 год |                                                                   |  |
|                                                           | Джхабуа | Раджа | Удай Сингх                                                           | 1895 год—1942 год |                                                                   |  |
|                                                           | Джунагадх | Наваб | Мохаммад Махабат Ханджи III                                          | 1911 год—1947 год |                                                                   |  |
|                                                           | Джхалавар | Махараджа | Раджендра Сингх                                                      | 1929 год—1943 год |                                                                   |  |
|                                                           | Дир | Наваб | Мохаммад Шах Джахан Хан                                              | 1925 год—1960 год |                                                                   |  |
|                                                           | Дхолпур | Махараджа рана | Удайбхану Сингх                                                      | 1911 год—1947 год |                                                                   |  |
|                                                           | Дунгарпур | Махараджа | Лакшман Сингх                                                        | 1918 год—1947 год |                                                                   |  |
|                                                           | Дхар | Раджа | Ананд Радж IV Павар                                                  | 1926 год—1947 год |                                                                   |  |
|                                                           | Идар | Махараджа | Химмат Сингх                                                         | 1931 год—1948 год |                                                                   |  |
|                                                           | Индаур | Махараджа | Яшвант Рао Холкар II                                                 | 1926 год—1948 год |                                                                   |  |
|                                                           | Калат | Хан | Мохаммад Азам Ян                                                     | 1931 год—1933 год |                                                                   |  |
|                                                           | Камбей | наваб | Низам ад-Даула Наджм                                                 | 1915 год—1948 год |                                                                   |  |
|                                                           | Капуртхала | Махараджа | Джагатджит Сингх                                                     | 1911 год—1947 год |                                                                   |  |
|                                                           | Караули | Махараджа | Бом Пал                                                              | 1927 год—1947 год |                                                                   |  |
|                                                           | Кач | Махараджа | Кхенгарджи III                                                       | 1875 год—1942 год |                                                                   |  |
|                                                           | Кишангарх | Махараджа | Ягья Нарайян Сингх                                                   | 1926 год—1939 год |                                                                   |  |
|                                                           | Колхапур | Махараджа | Раджарам II                                                          | 1922 год—1940 год |                                                                   |  |
|                                                           | Кота | Махарао | Умед Сингх II                                                        | 1889 год—1940 год |                                                                   |  |
|                                                           | Кочин | Махараджа | Рама Варма XVI Рама Варма XVII                                       | 1915 год—1932 год 1932 год—1941 год |                                                                   |  |
|                                                           | Куч-Бихар | Махараджа | Джагаддипендра Нарайян                                               | 1922 год—1949 год |                                                                   |  |
|                                                           | Лас Бела | Хан | Гулям Мухаммад                                                       | 1921 год—1937 год |                                                                   |  |
|                                                           | Лохару | Наваб | Амин-уд-Дин Ахмад-Хан II                                             | 1926 год—1947 год |                                                                   |  |
|                                                           | Лунавада | рана | Вирбхандра Сингх                                                     | 1929 год—1947 год |                                                                   |  |
|                                                           | Майсур | Махараджа | Кришнараджа Водеяр IV                                                | 1894 год—1940 год |                                                                   |  |
|                                                           | Макран | Наваб | Азам Джан Балох                                                      | 1922 год—1948 год |                                                                   |  |
|                                                           | Малеркотла | Наваб | Ахмад Али Хан                                                        | 1908 год—1947 год |                                                                   |  |
|                                                           | Манди | Раджа | Джогиндер Сен                                                        | 1913 год—1948 год |                                                                   |  |
|                                                           | Манипур | Махараджа | Чурачандра Сингх                                                     | 1918 год—1941 год |                                                                   |  |
|                                                           | Марвар (Джодхпур) | махараджа | Умайд Сингх                                                          | 1918 год—1947 год |                                                                   |  |
|                                                           | Мевар (Удайпур) | Махарана | Бхупал Сингх                                                         | 1930 год—1948 год |                                                                   |  |
|                                                           | Морви | Тхакур сахиб махараджа | Лахдирджи Вагджи                                                     | 1926 год—1947 год |                                                                   |  |
|                                                           | Мудхол | Раджа | Малоджирао IV Радж Горпаде                                           | 1900 год—1937 год |                                                                   |  |
|                                                           | Набха | Махараджа | Пратап Сингх                                                         | 1928 год—1947 год |                                                                   |  |
|                                                           | Наванагар | Джам сахеб | Ранджитсинхджи Вибхаджи II                                           | 1907 год—1933 год |                                                                   |  |
|                                                           | Нарсингхгарх | Раджа | Викрам Сингх                                                         | 1924 год—1947 год |                                                                   |  |
|                                                           | Орчха | Махараджа | Вир Сингх II                                                         | 1930 год—1950 год |                                                                   |  |
|                                                           | Паланпур | Наваб-сахиб | Талей Мухаммад Хан                                                   | 1918 год—1947 год |                                                                   |  |
|                                                           | Панна | Махараджа | Ядвендра Сингх Джудео                                                | 1902 год—1947 год |                                                                   |  |
|                                                           | Патиала | Махараджа | Бхупиндер Сингх                                                      | 1900 год—1938 год |                                                                   |  |
|                                                           | Порбандар | Махараджа сахиб | Натварсинхджи Бхавсинхджи                                            | 1918 год—1948 год |                                                                   |  |
|                                                           | Пратабгарх | Махарават | Рам Сингх                                                            | 1929 год—1947 год |                                                                   |  |
|                                                           | Пудуккоттай | Раджа | Раджагопала Тондайман                                                | 1928 год—1948 год |                                                                   |  |
|                                                           | Раджгарх | Раджа | Бирендра Сингх                                                       | 1916 год—1936 год |                                                                   |  |
|                                                           | Раджпипла | Махарана | Виджайсинхджи                                                        | 1915 год—1948 год |                                                                   |  |
|                                                           | Радханпуа | Наваб | Мохаммад Джалал ад-Дин Хан                                           | 1910 год—1936 год |                                                                   |  |
|                                                           | Рампур | наваб | Раза Али Хан                                                         | 1930 год—1949 год |                                                                   |  |
|                                                           | Ратлам | Махараджа | Саджан Сингх                                                         | 1921 год—1947 год |                                                                   |  |
|                                                           | Рева | Махараджа | Гулаб Сингх Джу Део                                                  | 1918 год—1946 год |                                                                   |  |
|                                                           | Савантвади | Раджа | Кхем Савант V Бхонсле                                                | 1913 год—1937 год |                                                                   |  |
|                                                           | Саилана | Раджа | Дилип Сингх                                                          | 1919 год—1948 год |                                                                   |  |
|                                                           | Самтхар | Махараджа | Бир Сингх                                                            | 1896 год—1935 год |                                                                   |  |
|                                                           | Сангли | Раджа | Чинтаман Рао II Дхунди                                               | 1932 год—1948 год |                                                                   |  |
|                                                           | Сват | Вали | Мьянгул Абдул Вадуд                                                  | 1918 год—1947 год |                                                                   |  |
|                                                           | Сирмур | Махараджа | Амар Пракаш                                                          | 1911 год—1933 год |                                                                   |  |
|                                                           | Сирохи | Махарао | Сапур Рам Сингх                                                      | 1920 год—1946 год |                                                                   |  |
|                                                           | Ситамау | Раджа | Радж Рам Сингх II                                                    | 1900 год—1947 год |                                                                   |  |
|                                                           | Сонепур | Махараджа | Митродайя Сингх Део                                                  | 1902 год—1937 год |                                                                   |  |
|                                                           | Сукет | Раджа | Лакшман Сен                                                          | 1919 год—1947 год |                                                                   |  |
|                                                           | Тонк | Наваб | Мухаммад Саадат Али-хан                                              | 1930 год—1947 год |                                                                   |  |
|                                                           | Траванкор | Махараджа | Читхира Тхирунал Баларама Варма II                                   | 1924 год—1949 год |                                                                   |  |
|                                                           | Трипура | Махааджа | Бикрама Кишор Маникья                                                | 1923 год—1947 год |                                                                   |  |
|                                                           | Фаридкот | Махараджа | Хариндер Сингх                                                       | 1918 год—1947 год |                                                                   |  |
|                                                           | Хаирпур | Мир | Али Наваз Хан Талпур                                                 | 1921 год—1935 год |                                                                   |  |
|                                                           | Хайдарабад | Низам | Асаф Джах VII                                                        | 1911 год—1948 год |                                                                   |  |
|                                                           | Харан | Мир | Хабибулла                                                            | 1911 год—1948 год |                                                                   |  |
|                                                           | Хиндол | раджа | Наба Кишор Чандра                                                    | 1906 год—1948 год |                                                                   |  |
|                                                           | Хунза | мир | Мохаммад Назим Хан                                                   | 1892 год—1938 год |                                                                   |  |
|                                                           | Чамба | Раджа | Рам Сингх                                                            | 1919 год—1935 год |                                                                   |  |
|                                                           | Чаркхари | Махараджа | Аримардан Сингх                                                      | 1920 год—1941 год |                                                                   |  |
|                                                           | Читрал | мехтар | Шуджа уль-Мульк                                                      | 1895 год—1936 год |                                                                   |  |
|                                                           | Чхатарпур | Махараджа | Вишванатх Сингх Бхавани Сингх                                        | 1895 год—1932 год 1932 год—1947 год |                                                                   |  |
|                                                           | Шахпура | Раджа | Нахар Сингх Умайд Сингх II                                           | 1870 год—1932 год 1932 год—1947 год |                                                                   |  |
|                                                           | Бруней (протекторат Великобритании) | Бруней (протекторат Великобритании) | Султан                                                               | Ахмад Таджуддин | 1924 год—1950 год                                                 |  |
|                                                           | Бутан | Бутан | Король                                                               | Джигме Вангчук | 1926 год—1952 год                                                 |  |
|                                                           | Вьетнам (протекторат Франции Аннам) | Вьетнам (протекторат Франции Аннам) | Император                                                            | Бао-дай-де | 1925 год—1945 год                                                 |  |
|                                                           | Индонезийские султанаты | |                                                                      | |                                                                   |  |
|                                                           | | |                                                                      | |                                                                   |  |
|                                                           | Бачан (протекторат Нидерландов) | Султан | Мухаммад Усман                                                       | 1900 год—1935 год |                                                                   |  |
|                                                           | Дели (протекторат Нидерландов) | Султан | Амалуддин аль-Сани Перкаша Алам Шах                                  | 1924 год—1945 год |                                                                   |  |
|                                                           | Джокьякарта (протекторат Нидерландов) | Султан | Хаменгкубувоно VIII                                                  | 1921 год—1939 год |                                                                   |  |
|                                                           | Мангкунегаран (протекторат Нидерландов) | султан | Мангкунегара VII                                                     | 1916 год—1944 год |                                                                   |  |
|                                                           | Понтианак (протекторат Нидерландов) | Султан | Мухаммад Алькадри                                                    | 1895 год—1944 год |                                                                   |  |
|                                                           | Саравак (протекторат Великобритании) | Раджа | Чарльз Вайнер Брук                                                   | 1917 год—1946 год |                                                                   |  |
|                                                           | Сиак (протекторат Нидерландов) | Султан | Зияриф Касим II                                                      | 1915 год—1949 год |                                                                   |  |
|                                                           | Суракарта (протекторат Нидерландов) | Сусухунан | Пакубовоно X                                                         | 1893 год—1939 год |                                                                   |  |
|                                                           | Ирак Получило независимость 6 октября 1932 года после отмены британского мандата в Месопотамии                                                               | Ирак Получило независимость 6 октября 1932 года после отмены британского мандата в Месопотамии                                                               | Король                                                               | Фейсал I | 1921 год—1933 год                                                 |  |
| Премьер-министр                                           | Ирак Получило независимость 6 октября 1932 года после отмены британского мандата в Месопотамии                                                               | Ирак Получило независимость 6 октября 1932 года после отмены британского мандата в Месопотамии                                                               | Нури ас-Саид Наджи Шаукат                                            | (1930 год—1932 год, 1938 год—1940 год, 1941 год—1944 год, 1946 год—1947 год, 1949 год, 1950 год—1952 год, 1954 год—1957 год, 1958 год) 1932 год—1933 год |                                                                   |  |
|                                                           | Иран | Иран | Шах                                                                  | Реза Пехлеви | 1925 год—1941 год                                                 |  |
| Премьер-министр                                           | Иран | Иран | Мехти Кули-хан Хедаят                                                | 1927 год—1933 год |                                                                   |  |
|                                                           | Йеменское королевство | Йеменское королевство | Король                                                               | Яхья бин Мухаммед Хамид-ад-Дин | 1918 год—1948 год                                                 |  |
|                                                           | Йеменские султанаты и шейхства (протекторат Великобритании Аден)                                                                                             | |                                                                      | |                                                                   |  |
|                                                           | | Алави | Шейх                                                                 | Мухсин ибн Али аль-Алави | 1925 год—1940 год                                                 |  |
|                                                           | Акраби | Шейх | Аль-Фадль ибн Абдалла аль-Акраби                                     | 1905 год—1940 год |                                                                   |  |
|                                                           | Аудхали | султан | Салих ибн Аль-Хусейн                                                 | 1928 год—1967 год |                                                                   |  |
|                                                           | Верхний Аулаки | Султан | Салих ибн Абдалла                                                    | 1887 год—1935 год |                                                                   |  |
|                                                           | Верхняя Яфа | Султан | Умар IV бин Салих аль-Хархара                                        | 1927 год—1948 год |                                                                   |  |
|                                                           | Дали | Эмир | Насир I бин Шаиф аль-Амири                                           | 1928 год—1947 год |                                                                   |  |
|                                                           | Касири | Султан | Али ибн аль-Мансур                                                   | 1929 год—1938 год |                                                                   |  |
|                                                           | Куайти | Султан | Умар ибн Авад аль-Куайти                                             | 1922 год—1936 год |                                                                   |  |
|                                                           | Лахедж | Султан | Абд аль-Карим II ибн Фадл                                            | 1915 год—1947 год |                                                                   |  |
|                                                           | Мафлахи | Шейх | Аль-Касим ибн Абд аль-Рахман                                         | 1920 год—1967 год |                                                                   |  |
|                                                           | Нижний Аулаки | Султан | Айдарус ибн Али аль-Аулаки                                           | 1930 год—1947 год |                                                                   |  |
|                                                           | Нижняя Яфа | Cултан | Айдарус ибн Мухсин аль-Афифи                                         | 1925 год—1958 год |                                                                   |  |
|                                                           | Фадли | Cултан | Фадл II бин Хусайн аль-Фадли                                         | 1929 год—1933 год |                                                                   |  |
|                                                           | Шаиб | Шейх | Мутаххар ибн Мани аль-Саклади                                        | 1915 год—1935 год |                                                                   |  |
|                                                           | Камбоджа (протекторат Франции) | Камбоджа (протекторат Франции) | Король                                                               | Сисоват Монивонг | 1927 год—1941 год                                                 |  |
|                                                           | Катар (протекторат Великобритании) (протекторат Франции) | Катар (протекторат Великобритании) (протекторат Франции) | Эмир                                                                 | Абдаллах бин Джасим Аль Тани | 1913 год—1949 год                                                 |  |
|                                                           | Китайская Республика | Китайская Республика | Председатель национального правительства                             | Линь Сэнь | 1931 год—1943 год                                                 |  |
| Председатель Исполнительного Юаня                         | Китайская Республика | Китайская Республика | Чэнь Миншу Сунь Фо Ван Цзинвэй                                       | 1931 год—1932 год (1932 год, 1948 год—1949 год) 1932 год—1935 год                                                                                        |                                                                   |  |
|                                                           | Китайская Советская Республика | Китайская Советская Республика | Председатель ЦИК                                                     | Мао Цзэдун | 1931 год—1937 год                                                 |  |
| Генеральный секретарь ЦК Коммунистической партии          | Китайская Советская Республика | Китайская Советская Республика | Бо Гу                                                                | 1931 год—1935 год |                                                                   |  |
| Председатель Совета народных комиссаров                   | Китайская Советская Республика | Китайская Советская Республика | Мао Цзэдун                                                           | 1931 год—1934 год |                                                                   |  |
|                                                           | Кувейт (протекторат Великобритании) | Кувейт (протекторат Великобритании) | Шейх                                                                 | Ахмед аль-Джабер ас-Сабах (Ахмед I) | 1921 год—1950 год                                                 |  |
|                                                           | Ливан (протекторат Франции) | Ливан (протекторат Франции) | Президент                                                            | Шарль Деббас | 1926 год—1934 год                                                 |  |
| Премьер-министр                                           | Ливан (протекторат Франции) | Ливан (протекторат Франции) | Огюст Адиб Паша Шарль Деббас                                         | (1926 год—1927 год, 1930 год—1932 год) 1932 год—1934 год                                                                                                 |                                                                   |  |
|                                                           | Луангпхабанг (протекторат Франции) | Луангпхабанг (протекторат Франции) | Король                                                               | Сисаванг Вонг | 1904 год—1945 год                                                 |  |
|                                                           | Малайские султанаты | |                                                                      | |                                                                   |  |
|                                                           | | Джохор | Султан                                                               | Ибрагим аль Масихур | 1895 год—1957 год                                                 |  |
|                                                           | Кедах (протекторат Великобритании) | Cултан | Абдул Хамид Халим                                                    | 1881 год—1943 год |                                                                   |  |
|                                                           | Келантан (протекторат Великобритании) | Султан | Исмаил ибн Альмархум                                                 | 1920 год—1944 год |                                                                   |  |
|                                                           | Негери-Сембилан (протекторат Великобритании) | Ямтуан бесар | Мухаммад                                                             | 1888 год—1933 год |                                                                   |  |
|                                                           | Паханг (протекторат Великобритании) | Султан | Абдулла I аль-Мутасим Биллах Шах Абу Бакар Риайат ад-дин Муаззам-шах | 1917 год—1932 год 1932 год—1974 год |                                                                   |  |
|                                                           | Перак (протекторат Великобритании) | Султан | Искандар-шах                                                         | 1918 год—1938 год |                                                                   |  |
|                                                           | Перлис (протекторат Великобритании) | Раджа | Алва                                                                 | 1905 год—1943 год |                                                                   |  |
|                                                           | Селангор (протекторат Великобритании) | Султан | Алааддин Сулейман                                                    | 1898 год—1938 год |                                                                   |  |
|                                                           | Тренгану (протекторат Великобритании) | Султан | Сулайман Бадрул Алам Шах                                             | 1920 год—1942 год |                                                                   |  |
|                                                           | Мальдивы (протекторат Великобритании) | Мальдивы (протекторат Великобритании) | султан                                                               | Мухаммад Шамсуддин III | 1893 год, 1902 год—1934 год                                       |  |
|                                                           | Маньчжоу-Го Частично признанное государство, подконтрольное Японии. Провозглашено 1 марта 1932 года на территории Маньчжурии, оккупированной японской армией | Маньчжоу-Го Частично признанное государство, подконтрольное Японии. Провозглашено 1 марта 1932 года на территории Маньчжурии, оккупированной японской армией | Верховный правитель                                                  | Пу И | 1932 год—1934 год                                                 |  |
| Премьер-министр                                           | Маньчжоу-Го Частично признанное государство, подконтрольное Японии. Провозглашено 1 марта 1932 года на территории Маньчжурии, оккупированной японской армией | Маньчжоу-Го Частично признанное государство, подконтрольное Японии. Провозглашено 1 марта 1932 года на территории Маньчжурии, оккупированной японской армией | Чжэн Сяосюй                                                          | 1932 год—1935 год |                                                                   |  |
|                                                           | Монгольская Народная Республика | Монгольская Народная Республика | Председатель ЦК Монгольской народной партии                          | Золбингийн Шижээ Бат-Очирын Элдэв-Очир Жамбын Лхумбэ | 1931 год—1932 год (1929 год—1930 год, 1932 год) 1932 год—1933 год |  |
| Председатель Великого Государственного Хурала             | Монгольская Народная Республика | Монгольская Народная Республика | Лосолын Лаган Анандын Амар                                           | 1930 год—1932 год 1932 год—1936 год |                                                                   |  |
| Премьер-министр                                           | Монгольская Народная Республика | Монгольская Народная Республика | Цэнгэлтийн Жигжиджав Пэлжидийн Гэндэн                                | 1930 год—1932 год 1932 год—1936 год |                                                                   |  |
|                                                           | Неджд и Хиджаз | Неджд и Хиджаз | Король                                                               | Абдул-Азиз Аль Сауд | 1926 год—1932 год                                                 |  |
| В 1932 году преобразовано в королевство Саудовская Аравия | Неджд и Хиджаз | Неджд и Хиджаз |                                                                      | |                                                                   |  |
|                                                           | Непал | Непал | Король                                                               | Трибхуван | 1911 год—1955 год                                                 |  |
| Премьер-министр                                           | Непал | Непал | Бхим Шамшер Рана Джуддха Шамшер Рана                                 | 1929 год—1932 год 1932 год—1945 год |                                                                   |  |
|                                                           | Оман (протекторат Великобритании) | Оман (протекторат Великобритании) | Султан                                                               | Теймур бин Фейсал Саид бин Таймур | 1913 год—1932 год 1932 год—1970 год                               |  |
|                                                           | Саудовская Аравия | Саудовская Аравия | Король                                                               | Абдул-Азиз Аль Сауд | 1932 год—1953 год                                                 |  |
|                                                           | Сиам (Раттанакосин) | Сиам (Раттанакосин) | Король                                                               | Рама VII (Прачадипок) | 1925 год—1935 год                                                 |  |
| Премьер-министр                                           | Сиам (Раттанакосин) | Сиам (Раттанакосин) | Манопхакон Нититхада                                                 | 1932 год—1933 год |                                                                   |  |
|                                                           | Сикким (протекторат Великобритании) | Сикким (протекторат Великобритании) | Чогьял                                                               | Таши Намгьял | 1914 год—1963 год                                                 |  |
|                                                           | Сирия (протекторат Франции) | Сирия (протекторат Франции) | Президент                                                            | Мухаммед Али Бей Аль-Абид | 1932 год—1936 год                                                 |  |
| Премьер-министр                                           | Сирия (протекторат Франции) | Сирия (протекторат Франции) | Хакки аль-Азм                                                        | 1932 год—1934 год |                                                                   |  |
|                                                           | Тибет (протекторат Китайской Республики) | Тибет (протекторат Китайской Республики) | далай-лама                                                           | Тхуптэн Гьяцо (Далай-лама XIII) | 1879 год—1933 год                                                 |  |
|                                                           | Трансиордания (протекторат Великобритании) | Трансиордания (протекторат Великобритании) | Эмир                                                                 | Абдалла ибн Хусейн | 1921 год—1946 год                                                 |  |
| Премьер-министр                                           | Трансиордания (протекторат Великобритании) | Трансиордания (протекторат Великобритании) | Абдалла Саррадж                                                      | 1931 год—1933 год |                                                                   |  |
|                                                           | Тувинская Народная Республика | Тувинская Народная Республика | Генеральный секретарь Тувинской народно-революционной партии         | Иргит Шагдыржап Салчак Тока | 1929 год—1932 год 1932 год—1944 год                               |  |
| Председатель президиума Малого Хурала                     | Тувинская Народная Республика | Тувинская Народная Республика | Чулдум Лопсакови                                                     | 1929 год—1936 год |                                                                   |  |
| Председатель Совета министров                             | Тувинская Народная Республика | Тувинская Народная Республика | Адыг-Тюлюш Хемчик-оол                                                | 1929 год—1936 год |                                                                   |  |
|                                                           | Турция | Турция | Президент                                                            | Мустафа Кемаль | 1923 год—1938 год                                                 |  |
| Премьер-министр                                           | Турция | Турция | Исмет Инёню                                                          | 1923 год—1924 год, 1925 год—1937 год, 1961 год—1965 год                                                                                                  |                                                                   |  |
|                                                           | Япония | Япония | Император                                                            | Хирохито (император Сёва) | 1926 год—1989 год                                                 |  |
| Премьер-министр                                           | Япония | Япония | Цуёси Инукаи Такахаси Корэкиё Макото Сайто                           | 1931 год—1932 год (1921 год—1922 год, 1932 год) 1932 год—1934 год                                                                                        |                                                                   |  |

## Африка
| Флаг                               | Страна                                 | Страна                                 | Должность                        | Имя                         | Начало и конец срока                 | Фото |
| ---------------------------------- | -------------------------------------- | -------------------------------------- | -------------------------------- | --------------------------- | ------------------------------------ | ---- |
|                                    | Аусса                                  | Аусса                                  | султан                           | Мухаммад Яйо                | 1927 год—1936 год                    |      |
|                                    | Буганда (протекторат Великобритании)   | Буганда (протекторат Великобритании)   | кабака                           | Дауди Чва II                | 1897 год—1939 год                    |      |
|                                    | Бурунди (протекторат Бельгии)          | Бурунди (протекторат Бельгии)          | Мвами (король)                   | Мвамбутса IV                | 1915 год—1966 год                    |      |
|                                    | Джимма                                 | Джимма                                 | король                           | Абба Джифар II Абба Джофир  | 1878 год—1932 год 1932 год           |      |
| В 1932 году аннексировано Эфиопией | Джимма                                 | Джимма                                 |                                  |                             |                                      |      |
|                                    | Египет                                 | Египет                                 | Король                           | Фуад I                      | 1922 год—1936 год                    |      |
| Премьер-министр                    | Египет                                 | Египет                                 | Исмаил Сидки                     | 1930 год—1933 год, 1946 год |                                      |      |
|                                    | Занзибар (протекторат Великобритании)  | Занзибар (протекторат Великобритании)  | Султан                           | Халифа ибн Харуб            | 1911 год—1960 год                    |      |
|                                    | Либерия                                | Либерия                                | Президент                        | Эдвин Джеймс Баркли         | 1930 год—1944 год                    |      |
|                                    | Марокко (протекторат Франции)          | Марокко (протекторат Франции)          | Султан                           | Мухаммед V                  | 1927 год—1953 год, 1955 год—1957 год |      |
|                                    | Руанда (протекторат Бельгии)           | Руанда (протекторат Бельгии)           | мвами                            | Мутара III                  | 1931 год—1959 год                    |      |
|                                    | Салум (протекторат Франции)            | Салум (протекторат Франции)            | маад                             | Маава Сему Диуф             | 1919 год—1935 год                    |      |
|                                    | Свазиленд (протекторат Великобритании) | Свазиленд (протекторат Великобритании) | нгвеньяма (король)               | Собуза II                   | 1899 год—1982 год                    |      |
|                                    | Тунис (протекторат Франции)            | Тунис (протекторат Франции)            | Бей                              | Ахмад II ибн Али            | 1929 год—1942 год                    |      |
|                                    | Эфиопия                                | Эфиопия                                | Император                        | Хайле Селассие              | 1930 год—1936 год, 1941 год—1974 год |      |
| Премьер-министр                    | Эфиопия                                | Эфиопия                                | Тэфэри Мэконнын (Хайле Селассие) | 1927 год—1936 год           |                                      |      |
|                                    | Южно-Африканский Союз                  | Южно-Африканский Союз                  | Король                           | Георг VI                    | 1910 год—1936 год                    |      |
| Генерал-губернатор                 | Южно-Африканский Союз                  | Южно-Африканский Союз                  | Джордж Вильерс                   | 1931 год—1937 год           |                                      |      |
| Премьер-министр                    | Южно-Африканский Союз                  | Южно-Африканский Союз                  | Джеймс Барри Герцог              | 1924 год—1939 год           |                                      |      |

## Европа
| Флаг                                    | Страна                                                     | Страна                                                     | Должность                                                      | Имя | Начало и конец срока | Фото |
| --------------------------------------- | ---------------------------------------------------------- | ---------------------------------------------------------- | -------------------------------------------------------------- | --- | --- | ---- |
| Флаг Австрии                            | Австрия                                                    | Австрия                                                    | Федеральный президент                                          | Вильгельм Миклас | 1928 год—1938 год |      |
| Флаг Австрии                            | Австрия                                                    | Австрия                                                    | Федеральный канцлер                                            | Карл Буреш Энгельберт Дольфус | 1931 год—1932 год 1932 год—1934 год |      |
|                                         | Албания                                                    | Албания                                                    | Король                                                         | Зогу I Скандербег III | 1928 год—1939 год |      |
| Премьер-министр                         | Албания                                                    | Албания                                                    | Пандели Эвангьели                                              | 1921 год, 1930 год—1935 год | |      |
| Флаг Андорры                            | Андорра                                                    | Андорра                                                    | Соправители                                                    | Поль Думер Альбер Лебрен, Президент Франции | 1931 год—1932 год 1932 год—1940 год |      |
| Флаг Андорры                            | Андорра                                                    | Андорра                                                    | Соправители                                                    | Хусти Гвитарт-и-Вилардево, Епископ Урхельский | 1920 год—1940 год |      |
| Флаг Бельгии                            | Бельгия                                                    | Бельгия                                                    | Король                                                         | Альберт I | 1909 год—1934 год |      |
| Флаг Бельгии                            | Бельгия                                                    | Бельгия                                                    | Премьер-министр                                                | Жюль Ранкен Шарль де Броквиль | 1931 год—1932 год (1911 год—1918 год, 1932 год—1934 год)                                                                               |      |
|                                         | Болгария                                                   | Болгария                                                   | Царь                                                           | Борис III | 1918 год—1943 год |      |
| Премьер-министр                         | Болгария                                                   | Болгария                                                   | Никола Мушанов                                                 | 1931 год—1934 год | |      |
|                                         | Ватикан                                                    | Ватикан                                                    | Папа                                                           | Пий XI | 1922 год—1939 год |      |
| Государственный секретарь               | Ватикан                                                    | Ватикан                                                    | кардинал Эудженио Пачелли                                      | 1930 год—1939 год | |      |
|                                         | Великобритания и Ирландия                                  | Великобритания и Ирландия                                  | Король                                                         | Георг V | 1910 год—1936 год |      |
| Премьер-министр                         | Великобритания и Ирландия                                  | Великобритания и Ирландия                                  | Джеймс Рамсей Макдональд                                       | 1924 год, 1929 год—1935 год | |      |
|                                         | Венгрия                                                    | Венгрия                                                    | Регент                                                         | Миклош Хорти | 1920 год—1944 год |      |
| Премьер-министр                         | Венгрия                                                    | Венгрия                                                    | Дьюла Каройи Дьюла Гёмбёш                                      | 1931 год—1932 год 1932 год—1936 год | |      |
|                                         | Германское государство (Веймарская республика)             | Германское государство (Веймарская республика)             | Рейхспрезидент                                                 | Пауль фон Гинденбург | 1925 год—1934 год |      |
| Рейхсканцлер                            | Германское государство (Веймарская республика)             | Германское государство (Веймарская республика)             | Генрих Брюнинг Франц фон Папен Курт фон Шлейхер                | 1930 год—1932 год 1932 год 1932 год—1933 год | |      |
|                                         | Греция                                                     | Греция                                                     | Президент                                                      | Александрос Заимис | 1929 год—1935 год |      |
| Премьер-министр                         | Греция                                                     | Греция                                                     | Элефтериос Венизелос Александрос Папанастасиу Панагис Цалдарис | (1910 год—1915 год, 1915 год, 1917 год—1920 год, 1924 год, 1928 год—1932 год, 1932 год, 1933 год) (1924 год, 1932 год) (1932 год—1933 год, 1933 год—1935 год) | |      |
| Флаг Дании                              | Дания                                                      | Дания                                                      | Король                                                         | Кристиан X | 1912 год—1947 год |      |
| Флаг Дании                              | Дания                                                      | Дания                                                      | Премьер-министр                                                | Торвальд Стаунинг | 1924 год—1926 год, 1929 год—1942 год                                                                                                   |      |
|                                         | Ирландское Свободное государство (доминион Великобритании) | Ирландское Свободное государство (доминион Великобритании) | Король                                                         | Георг V | 1922 год—1936 год |      |
| Генерал-губернатор                      | Ирландское Свободное государство (доминион Великобритании) | Ирландское Свободное государство (доминион Великобритании) | Джеймс Макнилл Донал Бакли                                     | 1928 год—1932 год 1932 год—1936 год | |      |
| Председатель исполнительного совета     | Ирландское Свободное государство (доминион Великобритании) | Ирландское Свободное государство (доминион Великобритании) | Уильям Томас Косгрейв Имон де Валера                           | 1922 год—1932 год 1932 год—1937 год | |      |
|                                         | Исландия                                                   | Исландия                                                   | Король                                                         | Кристиан X | 1918 год—1944 год |      |
| Премьер-министр                         | Исландия                                                   | Исландия                                                   | Триггви Тоурхальссон Аусгейр Аусгейрссон                       | 1927 год—1932 год 1932 год—1934 год | |      |
|                                         | Испания                                                    | Испания                                                    | Президент                                                      | Нисето Алькала Самора-и-Торрес | 1931 год—1936 год |      |
| Премьер-министр                         | Испания                                                    | Испания                                                    | Мануэль Асанья                                                 | 1931 год—1933 год, 1936 год | |      |
|                                         | Италия                                                     | Италия                                                     | Король                                                         | Виктор Эммануил III | 1900 год—1946 год |      |
| Премьер-министр                         | Италия                                                     | Италия                                                     | Бенито Муссолини                                               | 1922 год—1943 год | |      |
|                                         | Латвия                                                     | Латвия                                                     | Президент                                                      | Альберт Квиесис | 1930 год—1936 год |      |
| Премьер-министр                         | Латвия                                                     | Латвия                                                     | Маргерс Скуениекс                                              | 1926 год—1928 год, 1931 год—1933 год | |      |
|                                         | Литва                                                      | Литва                                                      | Президент                                                      | Антанас Сметона | 1926 год—1940 год |      |
| Премьер-министр                         | Литва                                                      | Литва                                                      | Юозас Тубялис                                                  | 1929 год—1938 год | |      |
|                                         | Лихтенштейн                                                | Лихтенштейн                                                | Князь                                                          | Франц I | 1929 год—1938 год |      |
| Премьер-министр                         | Лихтенштейн                                                | Лихтенштейн                                                | Йозеф Хооп                                                     | 1928 год—1945 год | |      |
| Флаг Люксембурга                        | Люксембург                                                 | Люксембург                                                 | Великая герцогиня                                              | Шарлотта | 1919 год—1964 год |      |
| Флаг Люксембурга                        | Люксембург                                                 | Люксембург                                                 | Премьер-министр                                                | Жозеф Беш | 1926 год—1937 год, 1953 год—1958 год                                                                                                   |      |
| Флаг Монако                             | Монако                                                     | Монако                                                     | Князь                                                          | Луи II | 1922 год—1949 год |      |
| Флаг Монако                             | Монако                                                     | Монако                                                     | Премьер-министр                                                | Морис Пьет Анри Моран Морис Булло-Лафонт | 1923 год—1932 год 1932 год 1932 год—1937 год                                                                                           |      |
| Флаг Нидерландов                        | Нидерланды                                                 | Нидерланды                                                 | Королева                                                       | Вильгельмина | 1890 год—1948 год |      |
| Флаг Нидерландов                        | Нидерланды                                                 | Нидерланды                                                 | Премьер-министр                                                | Шарль Рёйс де Беренбрук | 1918 год—1925 год, 1929 год—1933 год                                                                                                   |      |
| Флаг Норвегии                           | Норвегия                                                   | Норвегия                                                   | Король                                                         | Хокон VII | 1905 год—1957 год |      |
| Флаг Норвегии                           | Норвегия                                                   | Норвегия                                                   | Премьер-министр                                                | Педер Кольстад Нильс Тредаль (и. о.) Бирген Браадланн (и. о.) Йенс Хундсейд                                                                                   | 1931 год—1932 год 1932 год 1932 год—1933 год                                                                                           |      |
| Флаг Польши                             | Польша                                                     | Польша                                                     | Президент                                                      | Игнаций Мосцицкий | 1926 год—1939 год |      |
| Флаг Польши                             | Польша                                                     | Польша                                                     | Премьер-министр                                                | Александр Пристор | 1931 год—1933 год |      |
|                                         | Португалия                                                 | Португалия                                                 | Президент                                                      | Ошкар Кармона | 1926 год—1951 год |      |
| Премьер-министр                         | Португалия                                                 | Португалия                                                 | Домингуш Оливейра Антониу ди Салазар                           | 1930 год—1932 год 1932 год—1968 год | |      |
|                                         | Румыния                                                    | Румыния                                                    | Король                                                         | Кароль II | 1930 год—1940 год |      |
| Премьер-министр                         | Румыния                                                    | Румыния                                                    | Николае Йорга Александру Вайда-Воевод Юлиу Маниу               | 1931 год—1932 год (1919 год—1920 год, 1932 год, 1933 год) (1928 год—1930 год, 1930 год, 1932 год—1933 год, 1944 год)                                          | |      |
| Флаг Сан-Марино                         | Сан-Марино                                                 | Сан-Марино                                                 | Капитаны-регенты                                               | Доменико Суцци Валли и Марино Морри Джулиано Гоци и Помпео Риги Джино Гоци и Руджерро Морри                                                                   | 1931 год—1932 год 1932 год 1932 год—1933 год                                                                                           |      |
|                                         | Союз Советских Социалистических Республик                  | Союз Советских Социалистических Республик                  | Генеральный секретарь ЦК ВКП(б)                                | Иосиф Сталин | 1925 год—1952 год |      |
| Председатели ВЦИК                       | Союз Советских Социалистических Республик                  | Союз Советских Социалистических Республик                  | Михаил Калинин (от РСФСР)                                      | 1922 год—1938 год | |      |
| Председатели ВЦИК                       | Союз Советских Социалистических Республик                  | Союз Советских Социалистических Республик                  | Григорий Петровский (от Украинской ССР)                        | 1922 год—1938 год | |      |
| Председатели ВЦИК                       | Союз Советских Социалистических Республик                  | Союз Советских Социалистических Республик                  | Александр Червяков (от Белорусской ССР)                        | 1922 год—1937 год | |      |
| Председатели ВЦИК                       | Союз Советских Социалистических Республик                  | Союз Советских Социалистических Республик                  | Газанфар Мусабеков (от Закавказской СФСР)                      | 1925 год—1938 год | |      |
| Председатели ВЦИК                       | Союз Советских Социалистических Республик                  | Союз Советских Социалистических Республик                  | Недирбай Айтаков (от Туркменской ССР)                          | 1925 год—1938 год | |      |
| Председатели ВЦИК                       | Союз Советских Социалистических Республик                  | Союз Советских Социалистических Республик                  | Файзулла Ходжаев (от Узбекской ССР)                            | 1925 год—1937 год | |      |
| Председатели ВЦИК                       | Союз Советских Социалистических Республик                  | Союз Советских Социалистических Республик                  | Нусратулло Махсум (от Таджикской ССР)                          | 1931 год—1934 год | |      |
| Председатель Совета народных комиссаров | Союз Советских Социалистических Республик                  | Союз Советских Социалистических Республик                  | Вячеслав Молотов                                               | 1930 год—1941 год | |      |
|                                         | Финляндия                                                  | Финляндия                                                  | Президент                                                      | Пер Эвинд Свинхувуд | 1931 год—1937 год |      |
| Премьер-министр                         | Финляндия                                                  | Финляндия                                                  | Юхо Сунила Тойво Кивимяки                                      | (1927 год—1928 год, 1931 год—1932 год) 1932 год—1936 год | |      |
|                                         | Франция                                                    | Франция                                                    | Президент                                                      | Поль Думер Альбер Лебрен | 1931 год—1932 год 1932 год—1940 год |      |
| Премьер-министр                         | Франция                                                    | Франция                                                    | Пьер Лаваль Андре Тардьё Эдуар Эррио Жозеф Поль-Бонкур         | (1931 год—1932 год, 1935 год—1936 год) (1929 год—1930 год, 1930 год, 1932 год) (1924 год—1925 год, 1926 год, 1932 год) 1932 год—1933 год                      | |      |
|                                         | Чехословакия                                               | Чехословакия                                               | Президент                                                      | Томаш Масарик | 1918 год—1935 год |      |
| Премьер-министр                         | Чехословакия                                               | Чехословакия                                               | Франтишек Удржал Ян Малипетр                                   | 1929 год—1932 год 1932 год—1935 год | |      |
| Флаг Швейцарии                          | Швейцария                                                  | Швейцария                                                  | Президент                                                      | Джузеппе Мотта | 1915 год, 1920 год, 1927 год, 1932 год, 1937 год                                                                                       |      |
|                                         | Швеция                                                     | Швеция                                                     | Король                                                         | Густав V | 1907 год—1950 год |      |
| Премьер-министр                         | Швеция                                                     | Швеция                                                     | Карл Густав Экман Феликс Хамрин Пер Альбин Ханссон             | (1926 год—1928 год, 1930 год—1932 год) 1932 год (1932 год—1936 год, 1936 год—1946 год)                                                                        | |      |
|                                         | Эстонская Республика                                       | Эстонская Республика                                       | Государственный старейшина                                     | Константин Пятс Яан Теэмант Каарел Ээнпалу | (1921 год—1922 год, 1923 год—1924 год, 1931 год—1932 год, 1932 год—1933 год, 1933 год—1934 год) (1925 год—1927 год, 1932 год) 1932 год |      |
|                                         | Югославия                                                  | Югославия                                                  | Король                                                         | Александр I Карагеоргиевич | 1921 год—1934 год |      |
| Премьер-министр                         | Югославия                                                  | Югославия                                                  | Петар Живкович Воислав Маринкович Милан Сршкич                 | 1929 год—1932 год 1932 год 1932 год—1934 год | |      |

## Океания
| Флаг                | Страна                             | Должность                          | Имя                                 | Начало и конец срока | Фото |
| ------------------- | ---------------------------------- | ---------------------------------- | ----------------------------------- | -------------------- | ---- |
|                     | Австралия                          | Король                             | Георг V                             | 1910 год—1936 год    |      |
| Генерал-губернатор  | Австралия                          | Айзек Айзекс                       | 1931 год—1936 год                   |                      |      |
| Премьер-министр     | Австралия                          | Джеймс Генри Скаллин Джозеф Лайонс | 1929 год—1932 год 1932 год—1939 год |                      |      |
| Флаг Новой Зеландии | Новая Зеландия                     | Король                             | Георг V                             | 1910 год—1936 год    |      |
| Флаг Новой Зеландии | Новая Зеландия                     | Генерал-губернатор                 | Чарльз Батерст                      | 1930 год—1935 год    |      |
| Флаг Новой Зеландии | Новая Зеландия                     | Премьер-министр                    | Джордж Уильям Форбс                 | 1930 год—1935 год    |      |
| Флаг Тонги          | Тонга (протекторат Великобритании) | Королева                           | Салоте Тупоу III                    | 1918 год—1965 год    |      |
| Флаг Тонги          | Тонга (протекторат Великобритании) | Премьер                            | Вилиами Тунги Маилефихи             | 1923 год—1941 год    |      |

## Северная и Центральная Америка
| Флаг                          | Страна                    | Должность                                   | Имя                                                 | Начало и конец срока                                                                           | Фото |
| ----------------------------- | ------------------------- | ------------------------------------------- | --------------------------------------------------- | ---------------------------------------------------------------------------------------------- | ---- |
|                               | Гаити                     | Президент                                   | Стенио Жозеф Венсан                                 | 1930 год—1941 год                                                                              |      |
| Флаг Гватемалы                | Гватемала                 | Президент                                   | Хорхе Убико                                         | 1931 год—1944 год                                                                              |      |
| Флаг Гондураса                | Гондурас                  | Президент                                   | Висенте Мехия Колиндрес                             | 1929 год—1933 год                                                                              |      |
| Флаг Доминиканской Республики | Доминиканская Республика  | Президент                                   | Рафаэль Трухильо                                    | 1930 год—1938 год, 1942 год—1952 год                                                           |      |
|                               | Канада                    | Король                                      | Георг V                                             | 1910 год—1936 год                                                                              |      |
| Генерал-губернатор            | Канада                    | Вир Понсонби                                | 1931 год—1935 год                                   |                                                                                                |      |
| Премьер-министр               | Канада                    | Ричард Бэдфорд Беннетт                      | 1930 год—1935 год                                   |                                                                                                |      |
|                               | Коста-Рика                | Президент                                   | Клето Гонсалес Викес Рикардо Хименес Ореамуно       | 1906 год—1910 год, 1928 год—1932 год (1910 год—1914 год, 1924 год—1928 год, 1932 год—1936 год) |      |
|                               | Куба                      | Президент                                   | Херардо Мачадо                                      | 1925 год—1933 год                                                                              |      |
|                               | Мексика                   | «Великий руководитель» (период «максимата») | Плутарко Элиас Кальес                               | 1928 год—1934 год                                                                              |      |
| Президент                     | Мексика                   | Паскуаль Ортис Рубио Абелардо Родригес      | 1930 год—1932 год 1932 год—1934 год                 |                                                                                                |      |
|                               | Никарагуа                 | Президент                                   | Хосе Мария Монкада Тапиа                            | 1929 год—1933 год                                                                              |      |
|                               | Панама                    | Президент                                   | Рикардо Хоакин Альфаро (и. о.) Армодио Ариас Мадрид | 1931 год—1932 год 1932 год—1936 год                                                            |      |
| Флаг Сальвадора               | Сальвадор                 | Президент                                   | Максимилиано Эрнандес Мартинес                      | 1931 год—1934 год, 1935 год—1944 год                                                           |      |
|                               | Соединённые Штаты Америки | Президент                                   | Герберт Гувер                                       | 1929 год—1933 год                                                                              |      |

## Южная Америка
| Флаг                          | Страна    | Должность | Имя                                                                                                  | Начало и конец срока                                                                                                  | Фото |
| ----------------------------- | --------- | --- | --- | --- | ---- |
| Флаг Аргентины                | Аргентина | Президент | Хосе Феликс Урибуру Агустин Педро Хусто                                                              | 1930 год—1932 год 1932 год—1938 год                                                                                   |      |
| Флаг Боливии                  | Боливия   | Президент | Даниэль Саламанка Урей                                                                               | 1931 год—1934 год |      |
|                               | Бразилия  | Президент | Жетулиу Варгас                                                                                       | 1930 год—1945 год, 1950 год—1954 год                                                                                  |      |
|                               | Венесуэла | Президент | Хуан Висенте Гомес                                                                                   | 1908 год—1913 год, 1922 год—1929 год, 1931 год—1935 год                                                               |      |
| Флаг Колумбии                 | Колумбия  | Президент | Энрике Олайя Эррера                                                                                  | 1930 год—1934 год |      |
|                               | Парагвай  | Президент | Эмилиано Гонсалес Наверо Хосе Патрисио Гуггьяри Эусебио Айяла                                        | (1908 год—1910 год, 1912 год, 1931 год—1932 год) (1928 год—1931 год, 1932 год) (1921 год—1923 год, 1932 год—1936 год) |      |
|                               | Перу      | Президент | Луис Санчес Серро                                                                                    | (1930 год—1931 год, 1931 год—1933 год)                                                                                |      |
| Председатель Совета министров | Перу      | Херман Аренас-и-Лоайса Франсиско Ланатта Луис Альберто Флорес Рикардо Риваденейра Барнуэво Калос Савала Лоайс Хосе Матиас Мансанилья | 1931 год—1932 год 1932 год 1932 год—1933 год                                                         | |      |
| Флаг Уругвая                  | Уругвай   | Президент | Габриэль Терра                                                                                       | 1931 год—1938 год |      |
| Флаг Чили                     | Чили      | Президент | Хуан Эстебан Монтеро Артуро Пуга Карлос Давила Бартоломе Бланче Абраам Ойянедель Артуро Алессандри   | 1931 год—1932 год 1932 год (1920 год—1924 год, 1925 год, 1932 год—1937 год)                                           |      |
| Флаг Эквадора                 | Эквадор   | Президент | Альфредо Бакерисо Карлос Фрейле Ларреа(и. о.) Альберто Герреро Мартинес(и. о.) Хуан де Диос Мартинес | (1912 год, 1916 год—1920 год, 1931 год—1932 год) 1932 год 1932 год—1933 год                                           |      |

## Комментарии
1. ↑  Скончался 9 декабря 1932 года.
2. ↑  Сын Исы ибн Али аль-Халифы. Наследный принц с 1923 года. Официально вступил на престол 9 февраля 1933 года.
3. ↑  Правительство ушло в отставку 27 октября 1932 года.
4. ↑  Военный. По поручению короля сформировал беспартийное правительство.
5. ↑  Император Китая в 1908—1911 годах. Назначен на должность Всеманьчжурской ассамблеей.
6. ↑  Дипломат, поэт и журналист.
7. ↑  Отрёкся от престола 10 февраля 1932 года в пользу своего сына в связи с экономическими трудностями. После отречения проживал в основном в Индии. Скончался в Бомбее в 1965 году.
8. ↑  Сын Таймура бен Фейсала. Получил образование в Британской Индии.
9. ↑  Юрист, член Тайного совета с 1918 года. Назначен на учреждённый пост Национальным собранием. 10 декабря 1932 года с введением постоянной конституции был снова утверждён премьер-министром.
10. ↑  Участник революции в Туве. С 1929 года второй секретарь ТНРП.
11. ↑  Убит 15 мая 1932 года молодыми офицерами флота. Его смерть ознаменовала переход власти в стране к военным.
12. ↑  Премьер-министр в 1921—1922 годах. В 1932 году исполнял обязанности главы правительства после убийства Цуёси Инукаи. Убит во время событий 26 февраля 1936 года.
13. ↑  Вроенный, адмирал, дважды занимал пост генерал-губернатора Кореи.
14. ↑  Ушёл в отставку после поражения Христианско-социальной партии на выборах в ландтаги Вены, Нижней Австрии и Зальцбурга. Вернулся на пост губернатора земли Нижняя Австрия, затем занял пост министра финансов. Скончался в 1936 году.
15. ↑  Министр сельского хозяйства, один из лидеров австрофашизма.
16. ↑  Подал в отставку 21 октября 1932 года. Скончался в 1934 году.
17. ↑  Подал в отставку 21 сентября 1932 года вследствие экономических трудностей. С 1936 года тайный советник. Скончался в 1947 году.
18. ↑  Военный, генерал-майор. С 1929 года занимал пост военного министра.
19. ↑  Переизбран 10 апреля 1932 года во втором туре президентских выборов, победив А. Гитлера.
20. ↑  Отправлен в отставку президентом П. Гинденбургом 29 мая 1932 года (официально — 30 мая) в результате интриг генерала К.фон Шлейхера. В 1934 году эмигрировал в Великобританию, затем в США, где преподавал в Гарвардском университете. В 1951 году вернулся в Германию. В 1955 году окончательно поселился в США, где скончался в 1970 году.
21. ↑  Подполковник в отставке, бывший атташе в США, депутат прусского ландтага. Назначен П. Гинденбургом по рекомендации К. фон Шлейхера. 4 июня распустил рейхстаг и 31 июля провёл новые выборы. В сентябре вновь распустил рейхстаг и провёл выборы 6 ноября, после которых подал в отставку. После войны был арестован и приговорён к 8 месяцам тюрьмы. Скончался в 1969 году.
22. ↑  Военный, генерал инфантерии, министр рейхсвера в кабинете Ф. фон Папена. Назначен президентом П. Гинденбургом по рекомендации министров предшествующего кабинета.
23. ↑  Премьер-министр в 1924 году, занимал пост министра сельского хозяйства. В 1936 году после переворота И. Метаксаса помещён под домашний арест и скончался от сердечного приступа.
24. ↑  Ушёл в отставку 1 ноября 1932 года по требованию премьер-министра Имона де Валеры. Уехал в Великобританию, скончался в Лондоне в 1938 году.
25. ↑  Ветеран борьбы за независимость Ирландии, депутат. Назначен Королём по рекрмендации Имона де Валеры.
26. ↑  Избран кортесами 2 декабря 1931 года.
27. ↑  Скончался 5 марта 1932 года.
28. ↑  Аграрий, депутат. Возглавил прваителство после смерти П. Кольстада.
29. ↑  Военный, генерал. Ушёл в отставку в связи с экономическими трудностями. В дальнейшем занимал посты военного губернатора Лиссабона, и председателя Высшего военного трибунала. С 1949 года член Государственного совета. Скончался в 1957 году.
30. ↑  Доктор экономики, профессор Коимбрского университета. С 1928 года министр финансов с чрезвычайными полномочиями.
31. ↑  Ушёл в отставку из-за экономических трудностей 31 мая 1932 года. Вернулся к академической деятельности. Убит в 1940 году членами Железной гвардии.
32. ↑  Премьер-министр в 1919—1920 годах. 11 августа 1932 года сформировал новый кабинет.
33. ↑  Премьер-министр в 1928—1930 годах.
34. ↑  С 1924 года председатель Временного революционного комитета Таджикской АССР, с 1926 года Председатель ЦИК Таджикской АССР, затем Таджикской ССР.
35. ↑  Подал в отставку 7 декабря 1932 года в связи с экономическими трудностями. Вскоре ушёл из политики по состоянию здоровья, скончался в 1936 году.
36. ↑  Юрист, профессор Хельсинкского университета, министр юстиции. Сформировал коалиционное правительство.
37. ↑  6 мая 1932 года смертельно ранен из револьвера русским эмигрантом Павлом Горгуловым на книжной выставке в Париже. Скончался утром 7 мая 1932 года.
38. ↑  Председатель Сената, неоднократно занимал министерские посты. Избран парламентом.
39. ↑  14 января 1932 года сформировал новый кабинет. Правительство ушло в отставку 16 февраля 1932 года.
40. ↑  Премьер-министр в 1929—1930 годах. Ушёл в отставку после выборов 1-8 мая 1932 года и убийства президента П. Думера. Продолжил активную политическую деятельность, Скончался в 1945 году.
41. ↑  Премьер-министр в 1924—1925 и в 1926 годах. Радикал. Сформировал правительство, опиравшееся на парламентское большинство радикалов и социалистов. После отставки неоднократно был председателем палаты депутатов. Скончался в 1957 году.
42. ↑  Радикал-социалист, военный министр в предшествующем кабинете. Сформировал кабинет после отставки Э.Эррио.
43. ↑  В 1937 году по болезни отошёл от активной политики. Скончался в 1938 году.
44. ↑  Депутат, был мэром Клобукача. Министр внутренних дел. Назначен на пост президентом Масариком.
45. ↑  Ушёл в отставку после того, как был обвинён в парламенте в получении денег от финансиста и промышленника Ивара Крейгер, застрелившегося в Париже после финансового краха. Отошёл от политики, скончался в 1945 году.
46. ↑  Министр финансов с 1930 года. Сменил на посту подавшего в отставку К.Экмана. Покинул пост после того, как правящая партия потерпела поражение на парламентских выборах 17-18 сентября 1932 года. До 1935 года возглавлял Народную партию свободомыслящих, скончался в 1937 году.
47. ↑  С 1925 года лидер победившей на выборах 17-18 сентября Социал-демократчиеской рабочей партии Швеции.
48. ↑  Государственный старейшина в 1925—1925 годах. После переворота 1934 года отстранён от политики. В 1940 году был арестован советскими властями и погиб в 1941 году.
49. ↑  Журналист, военный, участник борьбы за независимость Эстонии. Неоднократно занимал пост министра внутренних дел. В 1935 году сменил имя на Каарел Ээнпалу.
50. ↑  Военный, армейский генерал. В последующем занимал пост военного министра. В 1941 году эмигрировал, продолжал активно участвовать в политике, скончался в 1947 году в Париже.
51. ↑  Политик и экономист, неоднократно занимал министерские посты, в том числе министра иностранных дел. Скончался в 1935 году.
52. ↑  Политик и адвокат, министр без портфеля в предшествующем кабинете.
53. ↑  Ушёл в отставку после поражения Лейбористской партии на федеральных выборах 19 декабря 1931 года. Лидер оппозиции до 1935 года, советник лейбористского правительства Джона Кёртина. Скончался в 1953 году.
54. ↑  Лидер Объединённой партии, добившейся относительного успеха на федеральных выборах. Сформировал правительство меньшинства.
55. ↑  Конституционный президент. Истёк четырёхлетний срок президентских полномочий. Скончался в 1937 году.
56. ↑  Конституционный президент. Занимал этот пост в 1924—1928 годах. Получил большинство голосов во втором туре президентских выборов и был утверждён Конгрессом. Срок полномочий до 8 мая 1936 года.
57. ↑  Подал в отставку 2 сентября 1932 года, сославшись на то, что революционный каудильо П. Элиас Кальес вмешивается в его конституционные полномочия. Вечером того же дня отставка утверждена Конгрессом. П. Ортис Рубио эмигрировал в США, вернулся в 1935 году, выполнял поручения президента Ласаро Карденаса. Скончался в 1963 году.
58. ↑  Участник Мексиканской революции, полковник, генерал-губернатор Нижней Калифорнии. Личный друг Плутарко Элиаса Кальеса, министр армии и военного флота. Назначен парламентом временным президентом до окончания президентского срока Ортиса Рубио 30 ноября 1934 года.
59. ↑  После отставки работал в международных организациях, был вице-председателем Международного суда в Гааге. Скончался в 1971 году.
60. ↑  Юрист, преподаватель права, занимал пост государственного секретаря по иностранным делам.
61. ↑  Военный, генерал-лейтенант. Оставил пост после проведения выборов конституционного президента и по состоянию здоровья. Скончался от рака желудка в Париже в апреле 1932 года.
62. ↑  Военный, дивизионный генерал, один из руководителей переворота 1930 года. Был выдвинут кандидатом на пост президента военной группировкой генерала Х. Урибуру и победил на президентских выборах 8 ноября 1931 года.
63. ↑  Конституционный президент. До 17 января 1932 года в связи с парламентским разбирательством его обязанности исполнял вице президент Эмилиано Гомес Наваро. В августе истёк четырёхлетний срок полномочий. Скончался в 1958 году в Аргентине.
64. ↑  Журналист, профессор права, президент в 1921—1923 годах. Избран президентом на четырёхлетний период, до 15 августа 1936 года.
65. ↑  Свернут в результате переворота 4 июня 1932 года. В дальнейшем вернулся в политику, был директором Национального банка. Скончался в 1948 году.
66. ↑  Генерал артиллерии в отставке. Председатель Революционной правительственной хунты Социалистической Республики Чили. Ведущую роль в хунте играл полковник Мармадуке Грове Вальехо. Скончался в 1970 году.
67. ↑  Юрист и политик, бывший посол в США. Был членом первой хунты Социалистической Республики Чили, но выведен из её состава 12 июня 1932 года. Возглавил переворот 16 июня, опираясь на части столичного гарнизона. Свергнут в ходе переворота 13 сентября 1932 года. Эмигрировал в США, возглавлял ряд международных организаций, был генеральным секретарём Организации американских государств. Скончался в 1955 году в Вашингтоне.
68. ↑  Военный, бригадный генерал. Занимал посты военного министра, военного атташе во Франции, генерального инспектора полиции. Министр внутренних дел в кабинете Карлоса Давилы, организатор переворота 13 сентября. Передал власть председателю Верховного суда после восстаний гарнизонов Антофагасты и Консепьсона. Отошёл от политики, скончался в 1970 году.
69. ↑  Председатель Верховного суда. Официально назначен вице-президентом и исполняющим обязанности президента на период проведения президентских выборов. Сохранял пост председателя Верховного суда до 1934 года. Скончался в 1954 году.
70. ↑  Президент в 1920—1925 годах. Избран на президентских выборах 30 октября 1932 года.
71. ↑  В дальнейшем был послом, сенатором, занимался литературной деятельностью. Скончался в Нью-Йорке в 1951 году.
72. ↑  Президент в 1911—1912 годах. Государственный министр, исполняющий обязанности президента. Скончался в 1942 году.
73. ↑  В прошлом мэр Гуаякиля. Председатель Сената, исполняющий обязанности президента на период проведения президентских выборов. Передал власть избранному президенту. Скончался в 1941 году.
74. ↑  Конституционный президент. Временный президент до проведения президентских выборов 1934 года. Профессор права, был председателем Конгресса, исполнял обязанности президента в 1910 году